# Quilmes
Quilmes je město v Argentině na území provincie Buenos Aires. Je sídlem stejnojmenného partida. V roce 2001 v něm žilo 230 810 obyvatel. Je součástí aglomerace Velkého Buenos Aires, přičemž se nachází ve vzdálenosti 17 km jihovýchodně od centra vlastního Buenos Aires na pobřeží zálivu Rio de la Plata.